# ألبيرتو أمان
ألبيرتو أمان (بالإسبانية: Alberto Ammann)‏ هو ممثل أرجنتيني وإسباني، ولد في 20 أكتوبر 1978 بقرطبة في الأرجنتين. من الجوائز التي نالها Goya Award for Best New Actor ‏ سنة 2010.

## أعمال

### مسلسلات
- ناركوس

## جوائز
- Goya Award for Best New Actor [الإنجليزية]‏، عن عمل: الزنزانة 211 (2010)

## وصلات خارجية
- ألبيرتو أمان على موقع IMDb (الإنجليزية)
- ألبيرتو أمان على موقع ألو سيني (الفرنسية)
- ألبيرتو أمان على موقع أول موفي (الإنجليزية)
- ألبيرتو أمان على موقع قاعدة بيانات الفيلم (الإنجليزية)
- ألبيرتو أمان على موقع كينوبويسك (الروسية)